# Ada och Glada (film)
Ada och Glada (finska: Onneli ja Anneli) är en finsk barnfilm från 2014 om de två vännerna Ada och Glada. Filmen regisserades av Saara Cantellin och är baserad på Marjatta Kurenniemens bok Onnelin ja Annelin talo (1966). Filmen hade premiär i Finland den 17 september 2014 och har även visats omklippt till en TV-serie på 6 avsnitt på SVT under titeln Onneli och Anneli.

## Handling
Förstaklassarna Ada (Aava Merikanto) och Glada (Lilja Lehto) hittar ett kuvert på gatan som är fullt av pengar. Med pengarna köper de ett hus av en mystisk fru Rosenknopp (Eija Ahvo), som är som gjord för två små flickor. I deras hus tillbringar de en drömsommar tillsammans, och träffar nya vänner, som sina nya grannar Tingelstina (Elina Knihtilä) och Tangelstina (Kiti Kokkonen).

## Skådespelare
- Aava Merikanto – Ada
- Lilja Lehto – Glada
- Eija Ahvo – fru Ruusupuu
- Jaakko Saariluoma – Urho Ulpukka
- Johanna af Schultén – fru Rosenknopp
- Elina Knihtilä – Tingelstina Vappunen
- Kiti Kokkonen – Tangelstina Vappunen
- Samuli Vauramo – Arska
- Kristiina Elstelä – mormor
- Elias Koistinen – Petteri
- Irina Pulkka – Gladas mamma
- Kari-Pekka Toivonen – Gladas pappa
- Meri Nenonen – Adas mamma
- Janne Hyytiäinen – Adas pappa
- Amalia Paju – Adas syster
- Edvin Fagerström – Adas syster
- Emanuel Koponen – Manu, Adas syster
- Kanerva Kuu Merikanto – Adas syster
- Väinö Honkanen – Adas bror
- Santeri Hännikäinen – Adas bror
- Valtteri Tuominen – Adas bror
- Anne Kaarela Tuula – Gladas styvmor
- Timo Hietala – Ossi
- Lars Svedberg – röst från vindflöjel

### Svenska röster
- Lea Heed
- Filippa Paperin
- Anastasios Soulis
- Stina Rautelin
- Anders Öjebo
- Översättning – Mia Hansson
- Svensk version producerad av Eurotroll för SVT[13]

## Produktion
Filmens utomhusscener spelades in i Lovisa sommaren 2013 medan vissa inomhusscener spelades in i studio i Helsingfors.
Filmen hade en budget på 1 639 000 euro.

## Utmärkelser och nomineringar
I november 2014 utsåg barnjuryn Ada och Glada till bästa långfilm vid Chicago International Children's Film Festival. Kostymdesignern Auli Turtiainen vann Jussi 2014 för bästa kostymdesign.